# Heimir Hallgrímsson
En aquest nom islandès, el darrer nom és un patronímic, no pas un cognom. La manera de referir-se a aquesta persona és pel nom de pila.
Heimir Hallgrímsson (Vestmannaeyjar, Islàndia, 10 de juny de 1967) és un dentista islandès, actualment entrenador de futbol de la selecció islandesa conjuntament amb Lars Lagerbäck. Anteriorment havia estat segon entrenador amb Islàndia.

## Carrera esportiva
Com a jugador Heimir va començar a jugar per l'ÍBV de la seva ciutat natal Vestmannaeyjar el 1986. Hi va jugar fins al 1996 llevat de la temporada 1993 en la qual va jugar pel Höttur mentre hi entrenava l'equip femení. Des de 1996 fins al 2007 va jugar en categories inferiors amb un altre club de Vestmannaeyjar, de 1996 a 1997 va jugar amb l'Smástund i des del 1998 amb el KFS, equip format a partir de l'Smástund i un altre equip de categories inferiors de Vestmannaeyjar anomenat Framherjar. De 2002 a 2007 va jugar només esporàdicament. Durant la seva carrera com a jugador, també va fer de dentista al seu poble, i encara exerceix aquesta professió a temps parcial.

## Carrera com a entrenador

### Club
El 1993, mentre jugava amb l'equip de veterans del Höttur, va entrenar-ne l'equip femení. Alhora que treballava com a dentista a Vestmannaeyjar va començar a entrenar l'equip sènior femení de la ciutat, ÍBV, el qual va dur al cim de la Lliga femenina d'Islàndia, tot pujant llocs cada any. El 2002 va passar a ser segon entrenador de l'equip masculí de l'ÍBV, i va arribar a ser l'entrenador principal els darrers partits de la temporada, després que fessin fora l'entrenador anterior. El 2003 va tornar a entrenar l'equip femení, al qual va guiar a dos segons llocs en lliga, i a dues finals de copa, de les quals l'ÍBV va guanyar la segona, el 2004. El 2005 no va entrenar, i el 2006 tornà com a entrenador de l'ÍBV a mitja temporada; va entrenar l'equip durant els darrers 6 partits, però no va aconseguir evitar el descens. Es va mantenir al càrrec, i assolí l'ascens la temporada 2008, va acabar 10è de 12 a la màxima categoria el 2009, i posteriorment assolí dos tercers llocs seguits els anys 2010 i 2011.

### Islàndia
El 14 d'octubre de 2011, KSÍ va anunciar que Heimir seria l'entrenador assistent d'Islàndia alhora que anunciava el càrrec d'entrenador per Lars Lagerbäck. Islàndia es va classificar per la fase d'eliminatòries de la classificació per la Copa del món de futbol de 2014, però hi va perdre contra Croàcia. Poc després Heimir i Lagerbäck van signar un nou contracte, aquest cop compartint el càrrec d'entrenador, i van disputar amb la selecció islandesa l'Eurocopa 2016.

## Estadístiques com a entrenador
A 27 juny 2016
| Càrrec                | Des de | A       | Rècord | Rècord | Rècord | Rècord | Rècord  | Rècord    |
| Càrrec                | Des de | A       | P      | V      | E      | D      | Vict. % | Imbatut % |
| --------------------- | ------ | ------- | ------ | ------ | ------ | ------ | ------- | --------- |
| Islàndia (entrenador) | 2013   | Present | 31     | 13     | 7      | 11     | 41.94   | 64.52     |